# Prijedor
Prijedor er en by som ligger i Bosnien-Hercegovina med et indbyggertal på 89.397 (2013).
Prijedor nævnes første gang som en fort i rapporterne fra greve Adam Bucani under den såkaldte Wien-krig (1683 til 1699), men arkæologiske fund viser spor af at byen har eksisteret inden romernes ankomst. Området var rigt på jernmalm som blev brugt til fremstilling af våben for de romerske legioner.
Prijedor blev hurtigt til et vigtigt handelscentrum takket være de romerske veje og floden Sana, hvor det var muligt at sejle, men allermest på grund af den første jernbane i Bosnien og Hercegovina som blev bygget i 1873.
I året 1882 udbrændte næsten hele byen til grunden og de østrig-ungarske myndigheder vedtog i 1901 den første urbanplan for at genopbygge Prijedor som en moderne by uden smalle gader.
Uden hensyn til de arkæologiske udgravninger fra Romertiden og tiden før romerne, regnes Prijedor for at være en lille by fra den nyere tid, fra den 19. og 20. århundrede.

## Nationaliteter
Serbere – 45.279 (41,59%) 

Bosniere (bosniske muslimer) – 42.129 (38,69%) 

Jugoslavere – 6.371 (5,66%) 

Kroatere – 6.300 (5,60%) 

Andre  – 3,607 (3,33%)